# Proserpine (Lully)

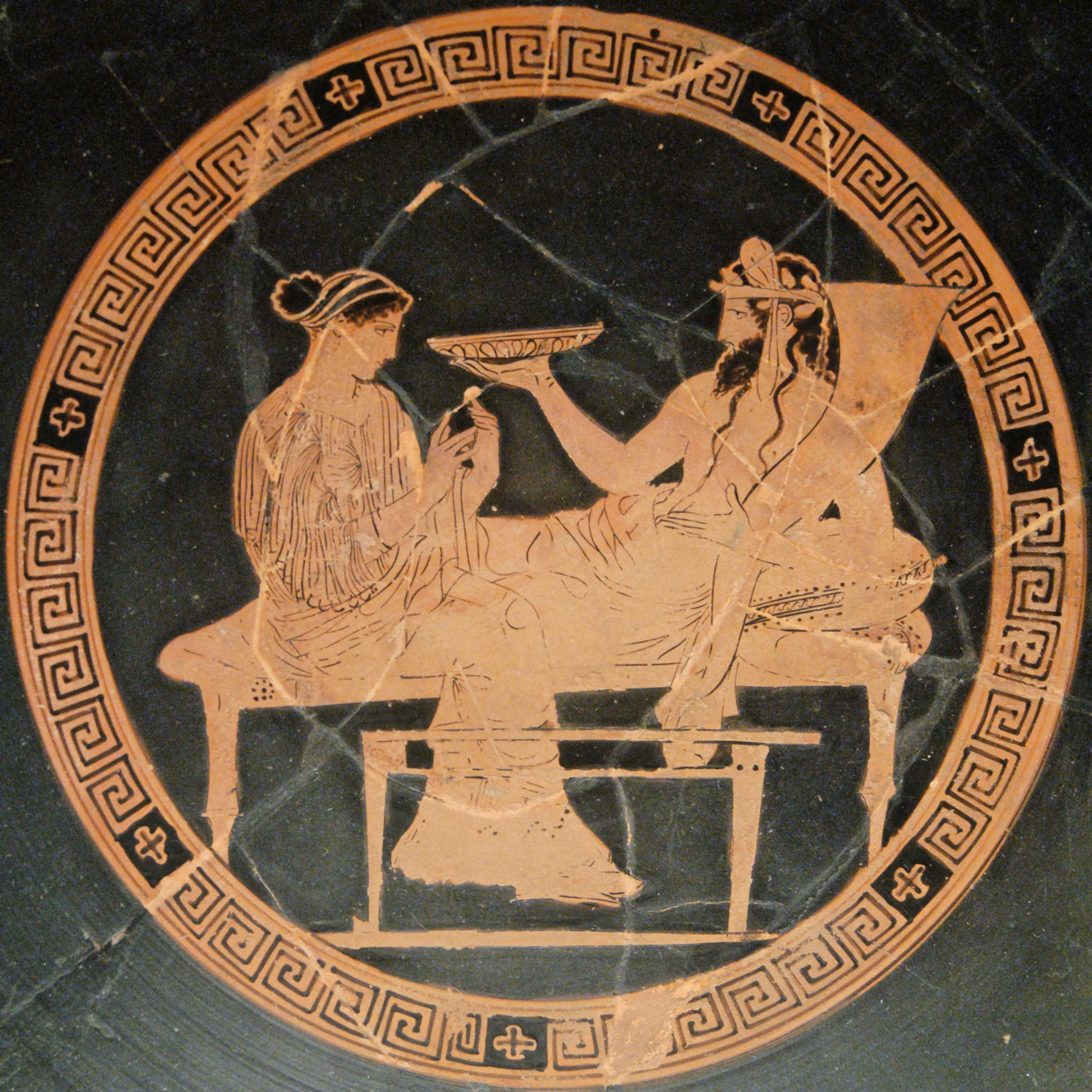
Proserpina i Hades

Proserpine és una òpera de Jean-Baptiste Lully, de gènere tragèdia lírica, composta d'1 pròleg i 5 actes amb llibret de Philippe Quinault, basat en Les metamorfosis d'Ovidi. Va ser estrenada a la Cort de Saint Germain-en-Laye el 3 de febrer de 1680, i va ser la quarta gran òpera de Lully.

## Personatges
- Plutó (baríton)
- Proserpina (soprano)
- Ceres (soprano)
- Júpiter (baríton)
- Alpheius (tenor alt o haute-contre en expressió francesa)
- Arethusa (soprano)
- Mercuri (tenor)

## Sinopsi
L'argument conta la història del rapte de Proserpina per Plutó.Hi ha l'afegit d'històries externes, com ara l'enamorament de Ceres i Júpiter i la intriga amorosa de les divinitats menors Alpheius i Arethusa.

## Comentaris
La interacció entre Júpiter, Ceres i Plutó provoca espectaculars moviments entre el cel, la terra i l'Hades.
Proserpine, estrenada davant el rei Luis XV, va ser ben rebuda pel rei però prest l'òpera va ser oblidada pel públic. Així i tot, pot ser considerada una obra maestra en el seu gènere, una obra que culmina en un període creatiu, especialment fecund en la teajectòria de Lully, però que, a la vegada, inaugura una etapa caracteritzada no només per la maduresa artística de la tragèdie lyrique com a gènere musical, en aquells dies nou, vanguardista i summament elitista sinó també per la consagració del gran mestre florentí com un dels músics més importants de tots els temps. Efectivament, Proserpine és l'exaltació més brillant de les idees que Lully ja havia expressat amb encert en Cadmus et Hermione (1673), Alceste (1674) o Atys (1676), però també el punt de sortida sobre el que haurien de discórrer les millors i més inspirades partitures de Lully: Phaéton (1683), Amadis (1684), Roland (1685) i, sobretot, Armide (1686) la darrera de les seves òperesi exemple màxim d'una forma de crear i escriure música pel teatre que definitivament hauria de marcar el desenvolupament artístic-musical de França fins a la Revolució de 1789.
Recolzat en un llibret excels, encara no el més inspirat dels que Philippe Quinault escrigués durant els seus anys de col·laboració amb el compositor, Lully va saber crear una música bellíssima i perfectament entrellaçada amb el text en una simbiosi artística total, molt en consonància amb l'esperit barroc d'aquella època. Les llargues i nombroses ritournelles i préludes instrumentals amb els quals el mestre obre cadascuna de les escenes i presenta les àries confereixen a l'acció teatral una càrrega psicològica en la qual es recolza bona part de l'entramat dramàtic desenvolupat per cadascun dels personatges. En l'òpera ressalten l'escena 8 del segon acte, l'escena primera del quart acte i tot l'acte tercer.